# 阿布萨马特·马萨利耶夫
阿布萨马特·马萨利耶维奇·马萨利耶夫，（俄语：Абсамат Масалиевич Масалиев；1933年4月10日—2004年7月31日），吉尔吉斯人，苏联党和国家领导人、吉尔吉斯斯坦政治家。曾任伏龙芝市市长，吉共中央第一书记，吉共伊塞克湖州委第一书记等职务。苏联解体后，他一直担任吉尔吉斯斯坦共产党人党的领导人。他主张吉尔吉斯斯坦与俄罗斯实行一体化。

## 生平
- 1933年4月10日出生于苏联吉尔吉斯自治社会主义苏维埃共和国奥什州卡达姆扎伊区阿利什村。
- 1949年-1953年，克孜勒基亚矿业学院学习。
- 1953年-1956年，莫斯科矿业学院（现莫斯科国立矿业大学）学习。
- 1957年-1962年，克孜勒基亚共青团煤矿助理工长，项目经理，副总工程师。吉尔吉斯煤炭公司助理总工程师。1960年加入苏联共产党。
- 1961年-1962年，吉共奥什州工业和交通运输厅监察员。
- 1962年-1964年，阿拉木图高等党校学习。毕业后担任吉尔吉斯苏维埃社会主义共和国工业和交通运输厅监察长。吉尔吉斯苏维埃社会主义共和国部长会议成员，奥什州委监察委员会主席。
- 1966年-1969年，吉共奥什州委工业和交通运输部部长。
- 1969年-1971年，吉共塔什库梅尔市委第一书记。
- 1971年-1972年，吉尔吉斯苏维埃社会主义共和国工业与交通运输部副部长。
- 1972年-1974年，伏龙芝市市长。
- 1974年-1979年，吉共中央委员会书记处书记。
- 1975年1月-1985年6月，吉共伊塞克湖州委第一书记。
- 1985年，苏共中央监察委员会委员。
- 1985年11月-1991年4月，吉共中央第一书记。
- 1990年4月-1990年12月，吉尔吉斯苏维埃社会主义共和国最高苏维埃主席。
- 1991年4月-8月，苏共中央思想部顾问。
- 1993年-1996年，吉尔吉斯斯坦国家矿业安全技术监管局局长。1995年，参加总统大选，败于时任总统阿卡耶夫。
- 2004年7月31日于比什凯克逝世，享年71岁。

马萨利耶夫是苏共25-28大代表，第26-28届中央委员，第28届中央政治局委员，第8-11届苏联最高苏维埃民族院代表，苏联人民代表，第8-9届吉尔吉斯苏维埃社会主义共和国最高苏维埃代表。独立后担任吉尔吉斯斯坦第1届议会代表。2000年-2004年担任吉尔吉斯斯坦第3届立法会议（议会下院），最高会议议员。他还是吉尔吉斯斯坦共产党人党中央选举委员会主席，共产党联盟-苏联共产党执行委员会副主席。

## 荣誉
- 十月革命勋章
- 两次劳动红旗勋章
- 独联体联邦勋章
- 吉尔吉斯斯坦三级玛纳斯勋章
- 吉尔吉斯斯坦玛纳斯一千周年纪念奖章
- 吉尔吉斯共和国英雄称号（2005年追授）